# Балазовський Абрам Семенович
Абрам Семенович Балазо́вський (справжнє ім'я Аврам Шимонович; нар. 8 листопада 1908, Київ — пом. 16 липня 1979, Київ) — український радянський художник театру і кіно; член Спілки художників України з 1945 року.

## Біографія
Народився 26 жовтня (8 листопада) 1908 року в Києві. У 1918–1919 роках навчався у художній студії «Культур-Ліги», у 1927 році на курсах художників-самоуків, у 1928–1931 роках на робфаці у М. Шемякіна. Від 1931 року працював у Державному українському драматичному театрі імені Івана Франка. У 1934—1937 роках навчався у Київському художньому інституті (викладачі Абрам Черкаський, Карпо Трохименко); у 1938–1941 роках — у Московському інституті підвищення кваліфікації художників (викладачі Аристарх Лентулов, Віктор Шестаков). Брав участь у німецько-радянській війні.
У 1945–1958 роках працював театральним художником. З 1945 по 1955 рік викладав у студії Будинку піонерів у Києві. У 1958–1968 роках — художник-постановник на Київській студії телебачення.
Жив у Києві в будинку на вулиці Жданова, 13, квартира 4. Помер у Києві 16 липня 1979 року.

## Творчість
Працював в галузі театрально-декораційного мистецтва та станкового живопису.

### Сценографія
Оформив вистави:
- «Дев'ять наречених і жодного жениха» Франца фон Зуппе (Київський театр музичної комедії, 1945);
- «Пам'ятні зустрічі» Арона Утєвського (Житомирський музично-драматичний театр, 1946).

Київська студія телебачення
- «Наймичка» Івана Карпенка-Карого (1958);
- «Сашко вибирає дорогу» Миколи Зарудного (1960);
- «Казка про принцесу Солиманську» Карела Чапека (1962);
- «Північна Троянда» Р. Волаєва (1963);
- «Екзамени Арлекіна» Джанні Родарі, Марчелло Сартареллі (1963);
- «Розумні речі» Самуїла Маршака (1965);
- «Наші вечорниці» (1966).

### Живопис
- «В музеї Г. Голубкіної» (1938);
- «Квіти і фрукти» (1947);
- «Дніпро» (1951);
- «Автопортрет» (1963);
- «Старий король» (1970);
- «Янгол, що летить» (1971);
- «Жіночий портрет» (1972);
- «Пророк» (1977);
- «Джульетта»;
- «Машкара» (1978);
- «Олтар» (1978);
- «Ті, що зійшли з фрески» (1978);
- «Два ангели та білий рояль» (1979).

Брав участь у виставках з 1925 року, всеукраїнських з 1945 року, у всесоюзних з 1967 року. Персональна відбулася у Києві у 1968 році.
Твори зберігаються у Державному музеї театрального, музичного та кіно-мистецтва України.